# Pecný
Pecný är en kulle i Tjeckien.   Den ligger i regionen Mellersta Böhmen, i den centrala delen av landet, 30 km sydost om huvudstaden Prag. Toppen på Pecný är 554 meter över havet.
Terrängen runt Pecný är platt åt nordväst, men åt sydost är den kuperad. Pecný är den högsta punkten i trakten. Runt Pecný är det ganska tätbefolkat, med 54 invånare per kvadratkilometer. Närmaste större samhälle är Benešov, 16,3 km söder om Pecný. I omgivningarna runt Pecný växer i huvudsak blandskog.